# Les Pots cassés
 (signalé en juin 2025).
Si vous disposez d'ouvrages ou d'articles de référence ou si vous connaissez des sites web de qualité traitant du thème abordé ici, merci de compléter l'article en donnant les références utiles à sa vérifiabilité et en les liant à la section « Notes et références ».
- Archive Wikiwix
- Bing
- Cairn
- DuckDuckGo
- E. Universalis
- Gallica
- Google
- G. Books
- G. News
- G. Scholar
- Persée
- Qwant
- (zh) Baidu
- (ru) Yandex
- (wd) trouver des œuvres sur Wikidata

Les Pots cassés est une chanson de la Révolution française, datant de mars 1795.
Elle fait référence notamment à la famine, encore présente après six années de révolution.

## Paroles
Jacobins et royalistes
Buveurs de sang, anarchistes,
De vos infernales listes
Que ces noms soient effacés.
Vous courez à la besace
Lorsque vous faites la chasse ;
C'est toujours le peuple en masse
Qui paiera les pots cassés.
Pour le nom de démocrate,
Pour celui d'aristocrate,
Pour une grosse cravate,
Vous vous battez tant qu'assez.
La paix vous est nécessaire,
Ne vous faites plus la guerre,
Et l'Autriche et l'Angleterre
Paieront tous vos pots cassés.
Plus nous changeons de régimes,
Plus nous faisons de victimes,
Plus nous nous creusons d'abîmes
Où nous serons entassés.
Sitôt que l'on change en France
Gouvernement ou finance,
Le bon peuple a l'assurance
De payer les pots cassés.